# Comuna Micfalău, Covasna
Micfalău (maghiară Mikóújfalu) este o comună în județul Covasna, Transilvania, România, formată numai din satul de reședință cu același nume. S-a format în anul 2004 prin desprinderea din comuna Malnaș.

## Demografie
Componența etnică a comunei Micfalău
     Maghiari (93,03%)
     Români (2,14%)
     Alte etnii (4,83%)
Componența confesională a comunei Micfalău
     Romano-catolici (75,84%)
     Reformați (13,21%)
     Ortodocși (4,34%)
     Alte religii (1,65%)
     Necunoscută (4,95%)
Conform recensământului efectuat în 2021, populația comunei Micfalău se ridică la 1.635 de locuitori, în scădere față de recensământul anterior din 2011, când fuseseră înregistrați 1.805 locuitori. Majoritatea locuitorilor sunt maghiari (93,03%), cu o minoritate de români (2,14%). Din punct de vedere confesional, majoritatea locuitorilor sunt romano-catolici (75,84%), cu minorități de reformați (13,21%) și ortodocși (4,34%), iar pentru 4,95% nu se cunoaște apartenența confesională.

## Politică și administrație
Comuna Micfalău este administrată de un primar și un consiliu local compus din 11 consilieri. Primarul, Ferenc Demeter[*], de la Uniunea Democrată Maghiară din România, este în funcție din 2016. Începând cu alegerile locale din 2024, consiliul local are următoarea componență pe partide politice:
|  | Partid                                 | Consilieri | Componența Consiliului | Componența Consiliului | Componența Consiliului | Componența Consiliului | Componența Consiliului | Componența Consiliului | Componența Consiliului | Componența Consiliului | Componența Consiliului | Componența Consiliului | Componența Consiliului |
|  | -------------------------------------- | ---------- | ---------------------- | ---------------------- | ---------------------- | ---------------------- | ---------------------- | ---------------------- | ---------------------- | ---------------------- | ---------------------- | ---------------------- | ---------------------- |
|  | Uniunea Democrată Maghiară din România | 11         |                        |                        |                        |                        |                        |                        |                        |                        |                        |                        |                        |